# Walancina Tryhubowicz
Walancina Andrejeuna Tryhubowicz (biał. Валянціна Андрэеўна Трыгубовіч; ros. Валентина Андреевна Трыгубович, Walentina Andriejewna Trygubowicz; ur. 13 stycznia 1947 w Bobrujsku) – białoruska dziennikarka i polityk, współzałożycielka i w latach 1989–1996 aktywistka Białoruskiego Frontu Ludowego; działaczka religijna pracująca na rzecz pojednania różnych odłamów prawosławia na Białorusi; od 1995 roku współzałożycielka i współprzewodnicząca Społecznego Centrum Naukowo-Analitycznego „Białoruska Perspektywa”.

## Życiorys
Urodziła się 13 stycznia 1947 roku w Bobrujsku, w obwodzie bobrujskim Białoruskiej SRR, ZSRR. W 1970 roku ukończyła zaocznie Wydział Dziennikarstwa Białoruskiego Uniwersytetu Państwowego im. Lenina.
W latach 1964–1967 pracowała w redakcji gazety „Sława Pracy” w Kopylu, a po ukończeniu studiów, w latach 1970–1983, w redakcji gazety „Hołas Radzimy” w Mińsku. Od 1983 roku była kierownikiem działu sztuki plastycznej w czasopiśmie „Mastactwa”. Jej publikacje ukazywały się także w innych pismach periodycznych na Białorusi i w krajach sąsiednich. Występowała na antenie radia i telewizji, poruszając tematykę współczesnej białoruskiej sztuki plastycznej i komentując procesy społeczne zachodzące na terytorium byłego Związku Radzieckiego.

### Działalność społeczna i polityczna
Na początku lat 70. związała się ze środowiskiem inteligencji o poglądach narodowych. Uczestniczyła w organizowanych przez nią świętach folklorystycznych, dyskusjach i wystawach. Po odkryciu przez Zianona Pazniaka masowych grobów ofiar represji stalinowskich w Kuropatach, w czerwcu 1988 roku uczestniczyła w zorganizowanym tam wiecu protestacyjnym. Brała udział w marszu „Dziady-88”, który został brutalnie rozpędzony przez milicję. W czerwcu 1989 roku uczestniczyła w zjeździe założycielskim Białoruskiego Frontu Ludowego „Odrodzenie” (BFL) w Wilnie. W latach 1989–1996 była członkinią Sejmu BFL (organu zarządzającego). W latach 1989–1995 wchodziła w nim w skład Komisji ds. Kontaktów z Zagranicą. W latach 1995–1999 była członkinią Rady Założycieli Społecznego Centrum Naukowo-Analitycznego „Białoruska Perspektywa”, a od października 1998 roku jedną z jego trzech współprzewodniczących. Od marca tego samego roku była redaktorką biuletynu „Biełaruskaja Pierspiektywa”.

### Działalność religijna
Walancina Tryhubowicz w 1992 roku działała na rzecz utworzenia prawosławnego Bractwa Trzech Męczenników Wileńskich, wchodziła w skład jego Rady Kierowniczej, a także kolegium redakcyjnego pisma „Prawosławie”. W 1992 roku koordynowała wizytę na Białorusi delegacji odrodzonej na emigracji Białoruskiej Cerkwi Autokefalicznej na czele z metropolitą Mikołajem. Delegacja została przyjęta przez metropolitę Filareta, głowę Egzarchatu Białoruskiego Patriarchatu Moskiewskiego Rosyjskiego Kościoła Prawosławnego oraz przewodniczącego Rady Najwyższej Republiki Białorusi Stanisłaua Szuszkiewicza. Spotykała się także wielokrotnie z przedstawicielami różnych grup społecznych. W zamiarze organizatorów wizyty, miała ona być początkiem wyważonego i spokojnego dialogu między wyznaniami prawosławnymi.

## Życie prywatne
Walancina Tryhubowicz ma dwóch synów.